# Византийская геральдика
История византийской геральдики как таковой в современном понимании охватывает сравнительно небольшой период существования Византийской империи, так как сама по себе геральдика возникла в XII веке. На официальных мероприятиях использовались некоторые символы и эмблемы (греч. σημεία), также они могли изображаться на щитах и знамёнах. Среди этих символов, например, крест и лабарум. Кроме того, известно, что на печатях тоже часто встречались изображения креста, Христа, Богородицы, святых, но это были скорее личные символы, чем фамильные.

## Императорские символы

### Орёл
Одноглавый орёл Римской империи продолжал использоваться как символ и в Византии, но гораздо реже. «Орлоносцы» (греч. ὀρνιθόβορας), формально выполняющие ту же функцию, что и римские аквилиферы, хоть и упоминаются в военном трактате VI века — «Стратегиконе Маврикия», однако неизвестно, насколько их штандарты были похожи на аквилы. На монетах одноглавого орла перестали изображать с начала VII века, но иногда он ещё появлялся на печатях или рельефах. В последние века империи его вышивали на дворцовых тканях; в иллюминированных рукописях сохранились изображения императорских подушек с римским орлом.
Наиболее известный византийский символ — это двуглавый орёл. Он не был придуман византийцами: мотив двуглавого орла принадлежал анатолийской традиции и восходил ещё к хеттской культуре, и византийцы сами использовали его только в последние века империи. Иногда появление этой эмблемы в Византии датируют серединой XI века, когда Комнины могли перенять её с хеттских рисунков на камнях в своей родной Пафлагонии. Но это, скорее всего, ошибка: хотя в византийском декоративном искусстве первые изображения двуглавого орла действительно относятся к XI веку, императорским символом он стал только при Палеологах, в XIII веке. До этого, с конца XII века, его использовали как свою эмблему и элемент декора дворцов некоторые азиатские правители: династии Артукидов и Зангидов, султаны Салах-ад-Дин, Кей-Кубад I.
У Палеологов двуглавый орёл традиционно являлся символом старших членов семьи. Его вышивали на одежде, изображали на регалиях. Согласно Георгию Сфрандзи, изображение двуглавого орла было на сапогах Константина XI Палеолога, последнего византийского императора. Известен лишь один раз, когда орёл был на корабельном флаге: такой флаг был у судна, на котором Иоанн VII Палеолог плыл на Ферраро-Флорентийский собор. Это засвидетельствовано у Сфрандзи и подтверждается изображением корабля на дверях Филарете в соборе Святого Петра.
Двуглавый орёл также был символом правителей на подчинённых Византии территориях — в Морейском деспотате и на Лесбосе (у семьи Гаттилузио). Он изображался не только на императорских одеждах, но и на флагах в Трапезундской империи. На западноевропейских портуланах XIV-XV веков двуглавый орёл (золотой или серебряный) даже отмечался как символ Трапезунда, а не Константинополя. Одноглавый тоже оставался в символике Трапезундской империи, как и в Византии — его чеканили на монетах, он встречался на флагах.
Византийский геральдический орёл перешёл в символику многих других государств — Сербии, Болгарии, Албании; с 1472 года он появился на гербе России. Священная Римская империя при Фридрихе II также начала использовать эту фигуру (наряду с одноглавым орлом).

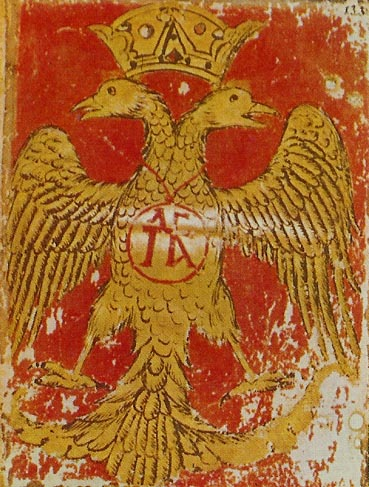
Двуглавый орёл Палеологов
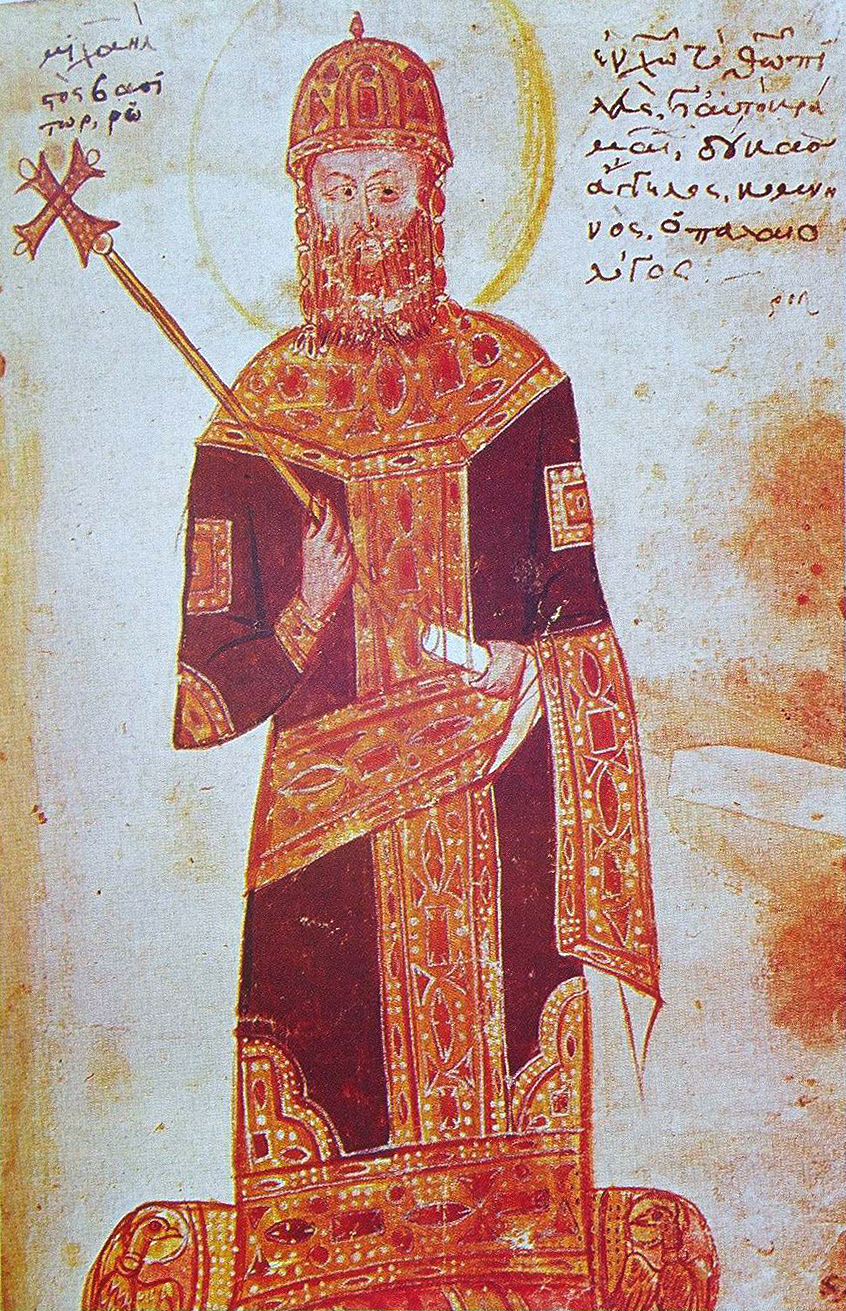
Михаил VIII Палеолог, стоящий на подушке для ног (suppedion), расшитой одноглавыми орлами
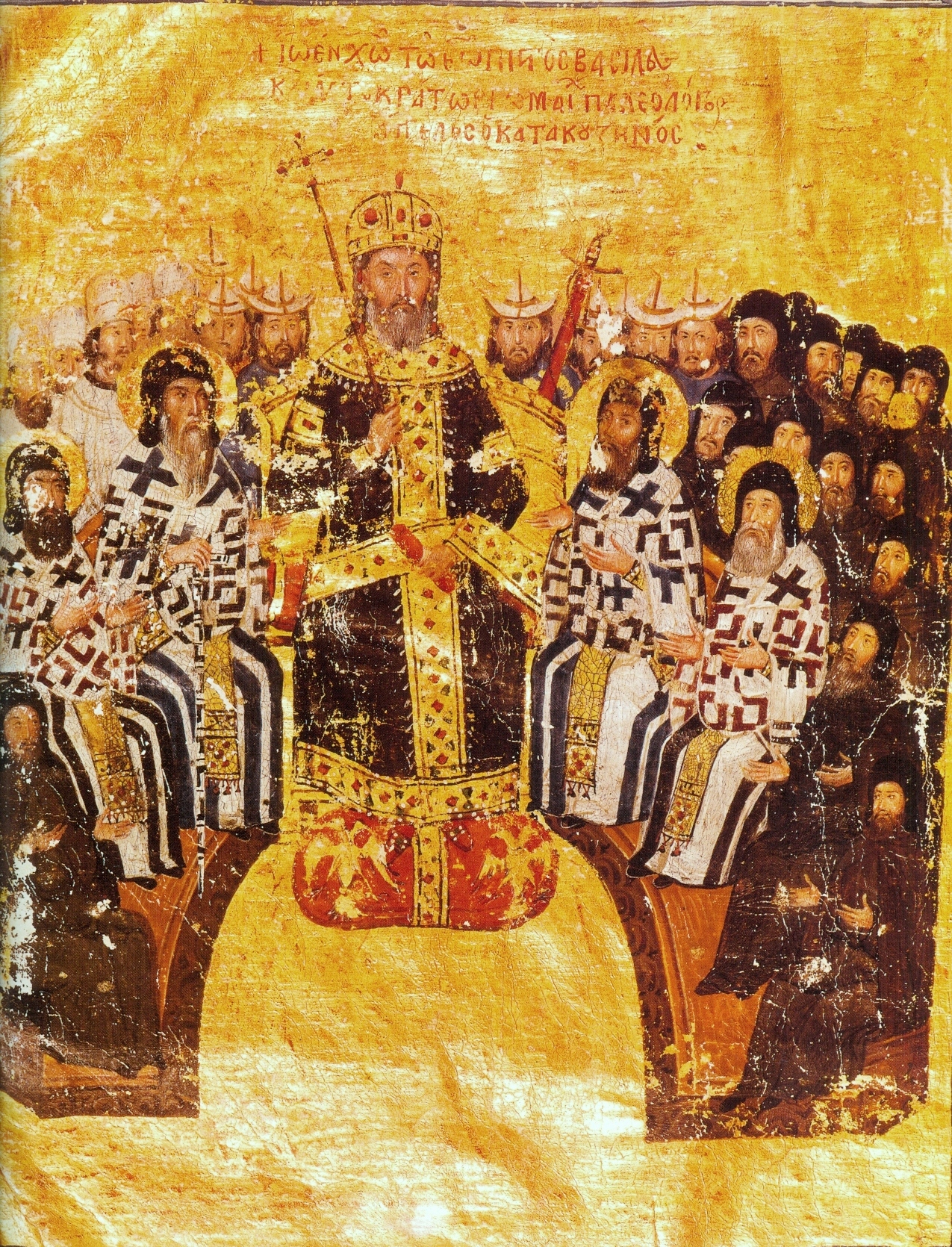
Иоанн VI Кантакузин, стоящий на подушке, расшитой двуглавыми орлами
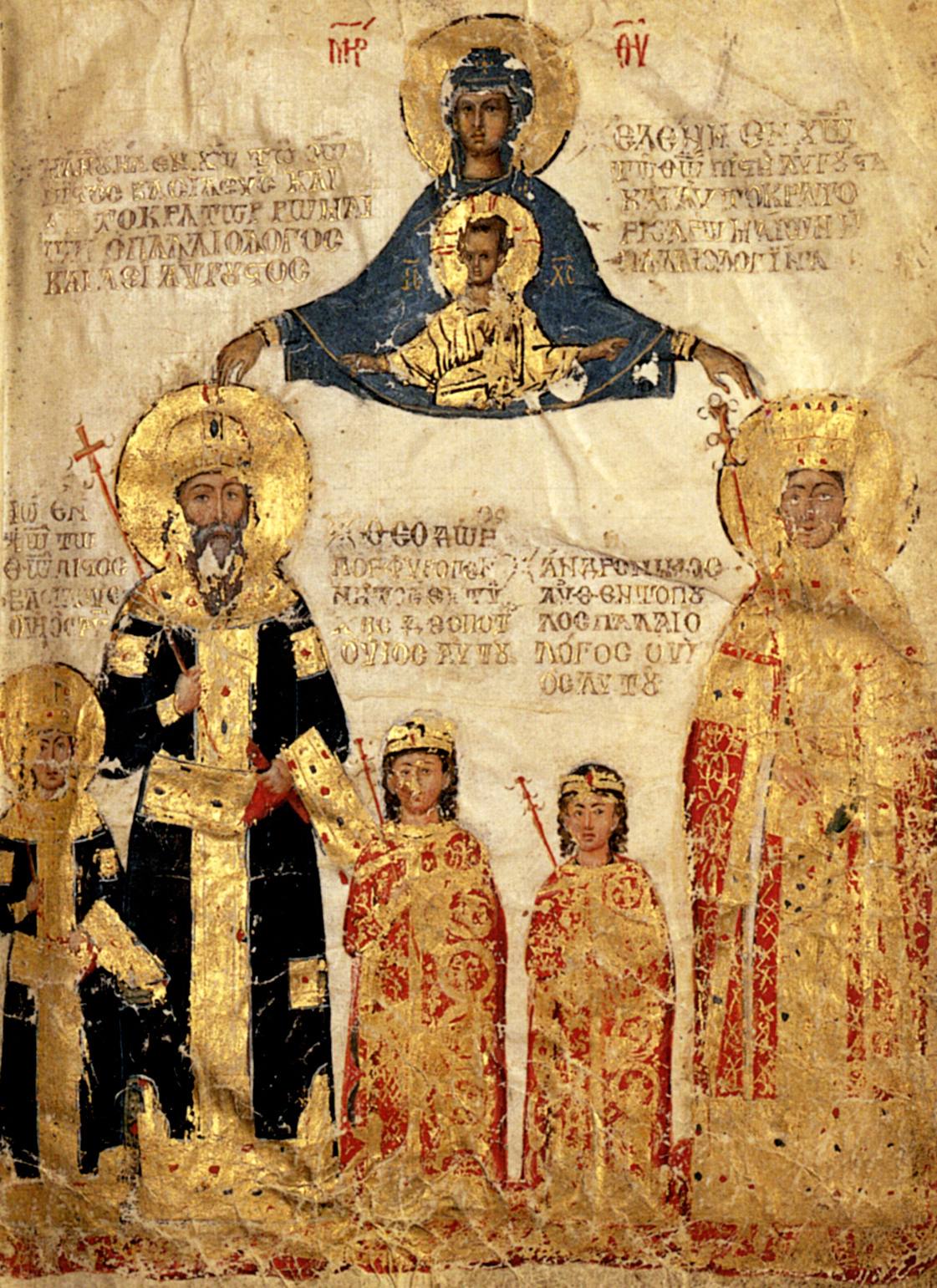
Мануил II Палеолог с семьёй. На одеждах двух младших сыновей вышиты двуглавые орлы

## Боевые знамёна
Боевые знамёна Византии различались по своему виду, за исключением того, что использовали ограниченный диапазон цветов: белый, синий и красный.

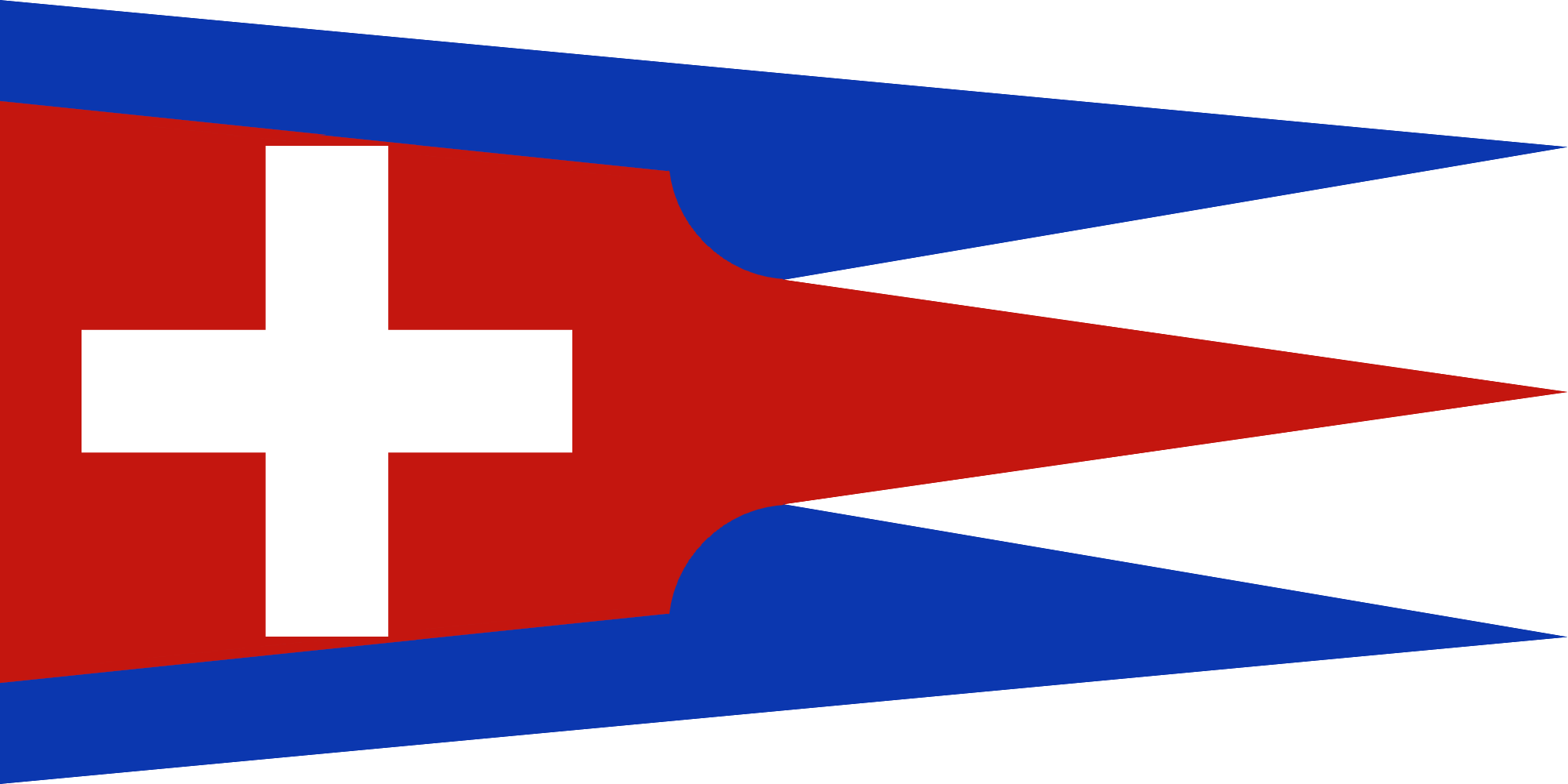
Пример византийского боевого знамени из Мадридского Скилицы
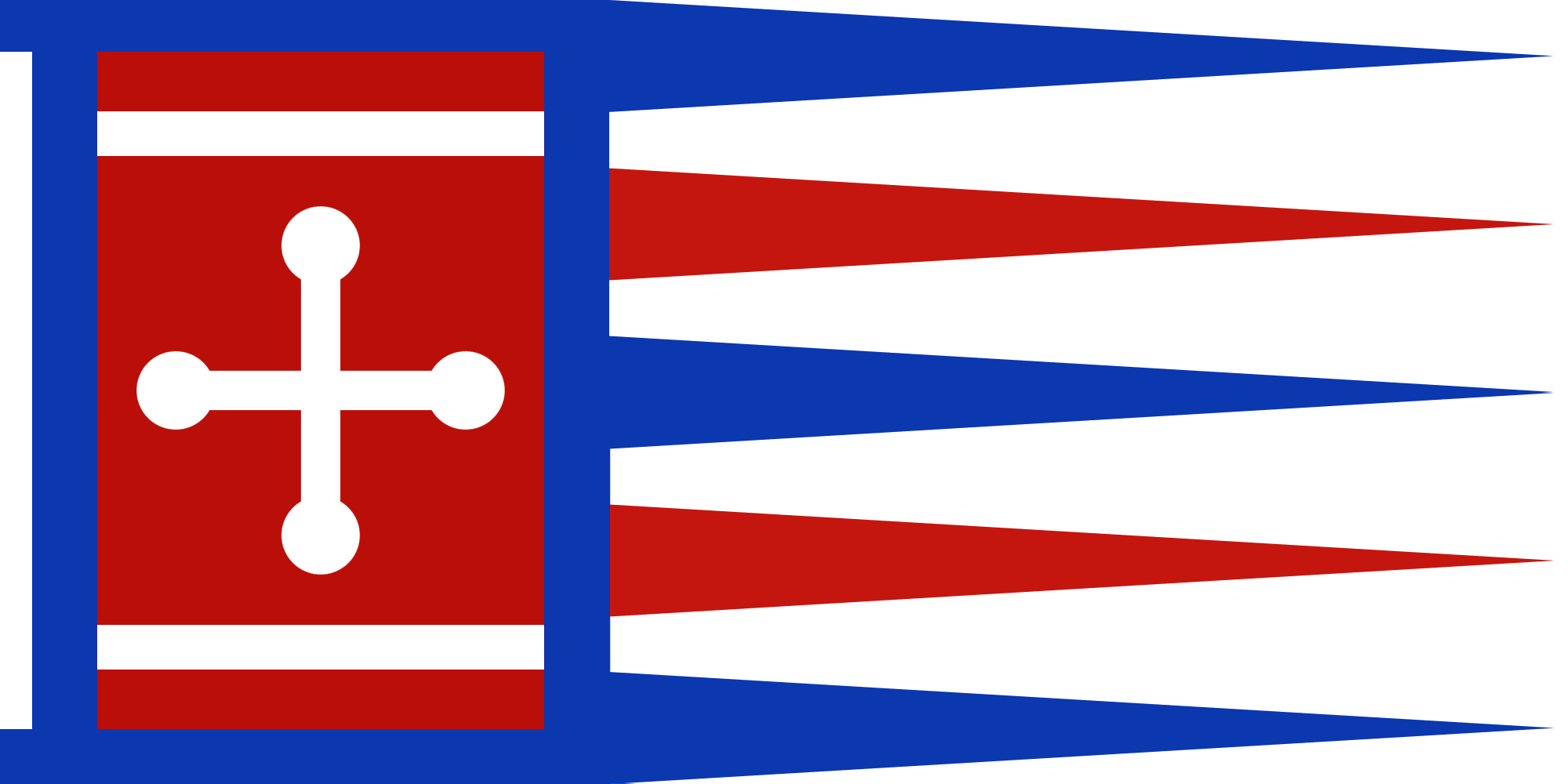
Пример византийского боевого знамени из Мадридского Скилицы
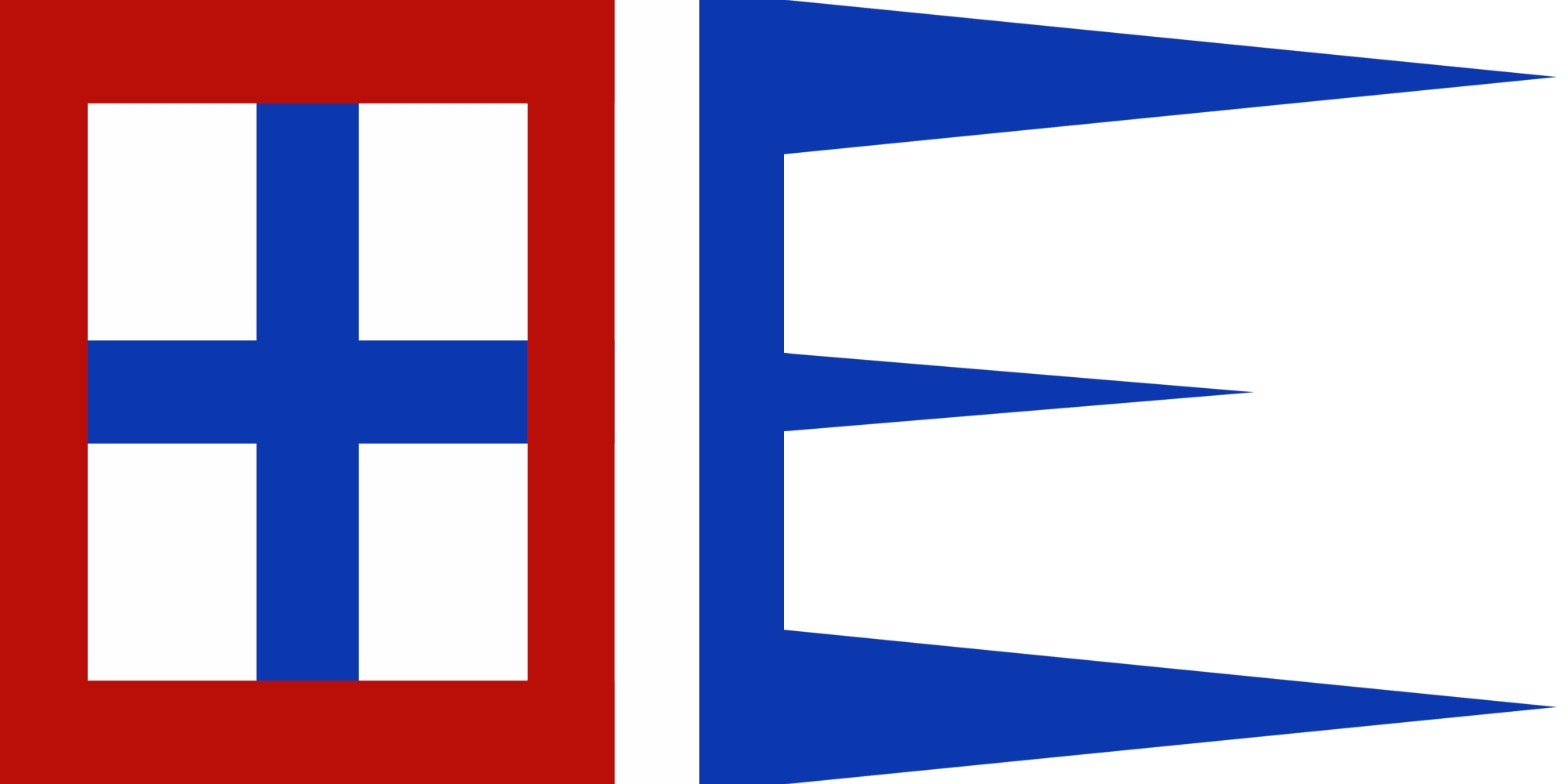
Пример византийского боевого знамени из Мадридского Скилицы
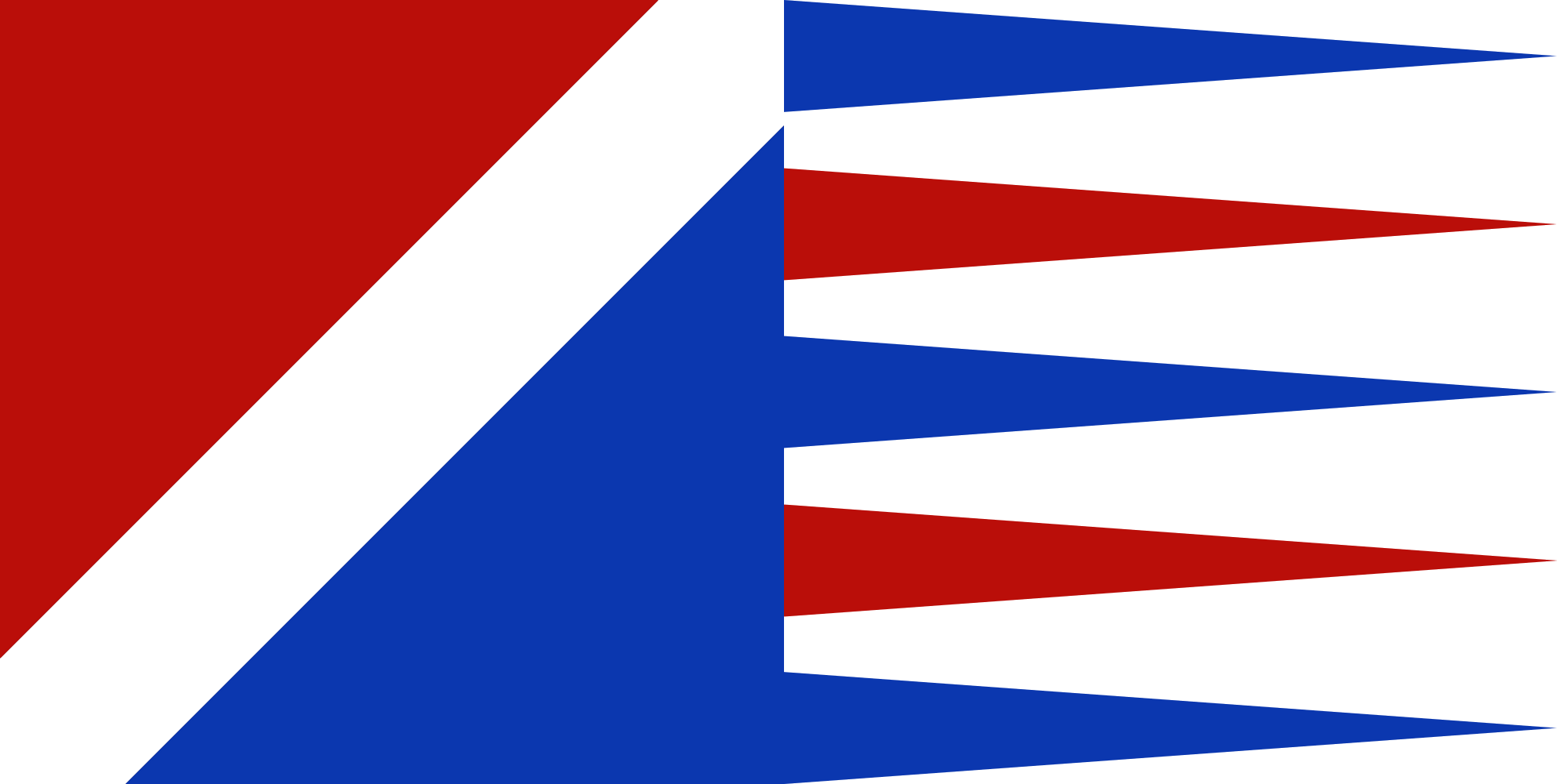
Пример византийского боевого знамени из Мадридского Скилицы